# Demonax hieroglyphicus
Demonax hieroglyphicus là một loài bọ cánh cứng trong họ Cerambycidae.